# Jevgenij Glebov
Jevgenij Aleksandrovitj Glebov (russisk: Евге́ний Алекса́ндрович Гле́бов, hviderussisk: Яўген Аляксандравіч Глебаў tr. Jawhen Aljaksandravitj Hlebaw; født 10. september 1929 i Roslavl, Russiske SFSR, Sovjetunionen, død 12. januar 2000 i Minsk) var en hviderussisk-sovjetisk komponist og musikpædagog.
Glebov studerede komposition på musikkonservatoriet i Minsk. Han har skrevet seks symfonier, orkesterværker, kammermusik, balletmusik og oratorier etc.
Han underviste i komposition og var administrator på bl.a. musikkonservatoriet i Minsk og det hviderussiske musikakademi.

## Udvalgte værker
- Symfoni nr. 1 "Partisaner" (1958) - for orkester
- Symfoni nr. 2 (1963) - for orkester
- Symfoni nr. 3 (1964) - for klaver og orkester
- Symfoni nr. 4 (1968) - for strygeorkester
- Symfoni nr. 5 "Fred" (1983) - for orkester
- Symfoni nr. 6 (1992) - for mezzosopran og kammerorkester